# Cadrilater

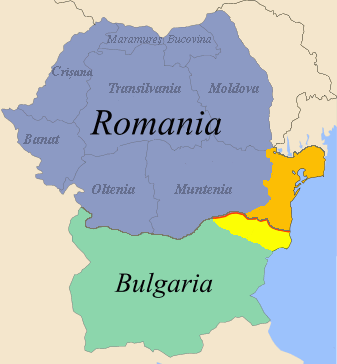
Cadrilater (žlutě) na mapě Rumunska a Bulharska

Cadrilater (doslova „čtyřúhelník“), také Jižní Dobrudža nebo Nová Dobrudža, je území na Balkánském poloostrově, které bylo součástí Velkého Rumunska a od roku 1940 patří Bulharsku. Má rozlohu 7565 km² a okolo 350 000 obyvatel, hlavním městem je Dobrič (Bazargic).
Region Dobrudža patřil k Osmanské říši do roku 1878, kdy byl Berlínskou smlouvou rozdělen na severní část, patřící Rumunsku, a jižní, kterou získalo Bulharsko. Po balkánských válkách byl v roce 1913 uzavřen Bukurešťský mír, kterým Rumuni získali i jižní část Dobrudže a vytvořili zde nové rumunské župy Durostor a Caliacra. Na nově zabraném území přitom tvořili Rumuni podle sčítání z roku 1910 jen dvě a půl procenta obyvatel, převažovali Bulhaři a Turci. V roce 1916, když centrální mocnosti dobyly Bukurešť, donutily Rumunsko vzdát se Cadrilateru, ale Neuillyská smlouva z roku 1919 vrátila předválečný stav. Proti rumunské nadvládě bojovala Vnitřní dobrudžská revoluční organizace, založená roku 1923. V roce 1940 schválil král Karel II. Rumunský pod německým tlakem Craiovskou smlouvu, podle níž byl Cadrilater navrácen Bulharsku a obyvatelstvo vyměněno (tehdy zde Rumuni díky osidlovací politice, zahrnující přidělování půdy arumunským uprchlíkům z Řecka, tvořili již čtvrtinu celkového počtu obyvatel).
Díky připojení Cadrilateru získali Rumuni významný přístav Silistra, politické ztráty však převažovaly: obsazením území, na které neměli historický ani etnický nárok, si znepřátelili jižního souseda a také ve světě byli vnímáni jako okupanti. Dalším důsledkem bylo, že rumunští rolníci byli konfrontováni s lepší životní úrovní v Bulharsku, což zvýšilo sociální napětí v zemi.